# Acta Agriculturae Scandinavica, Section A - Animal Science
Acta Agriculturae Scandinavica, Section A - Animal Science is een internationaal, aan collegiale toetsing onderworpen wetenschappelijk tijdschrift op het gebied van de veeteelt.
De naam wordt in literatuurverwijzingen meestal afgekort tot Acta Agricult. Scand.
Het tijdschrift is in 1950 ontstaan uit de splitsing van Acta Agriculturae Scandinavica in twee delen, A en B.